# Paeonol
Paeonol con la fórmula química C9H10O3, es un compuesto fenólico que se encuentra en la peonía como Paeonia suffruticosa y Paeonia officinalis, en Arisaema erubescens o en Dioscorea japonica. Se trata de un componente que se encuentra en muchos remedios de la medicina tradicional china.

## Efectos biológicos
Paeonol aumenta los niveles de corticol del citocromo c oxidasa y la actina vascular y mejora el comportamiento en un modelo de rata de la enfermedad de Alzheimer. El paeonol también redujo el infarto cerebral que implica el anión superóxido y la activación de la microglia en la isquemia de ratas lesionadas.
Muestra actividades antimutagénicas. También tiene efectos antinflamatorios y analgésicos. El paeonol inhibe la reacción anafiláctica mediante la regulación de la histamina y el TNF-α.
Ha demostrado una actividad significativa MAOI. MAO-A y MAO-B que inhiben los efectos con  valores IC50 de 54,6 μM y 42,5 μM, respectivamente.